# Liliana Escobar
 Liliana Patricia Escobar Noriega (Barranquilla, 1977) es una presentadora, actriz de teatro, cine y televisión colombiana.

## Biografía
Nació en Barranquilla, estudió comunicación social y periodismo en la Pontificia Universidad Javeriana, estudió artes escénicas de Rubén Di Pietro y programa de educación continuada de la casa del Teatro Nacional. Se inició en actuación teatral para los festivales de América y Europa.
Debutó en la televisión en la serie Sabor a limón en 1995, se desempeñó domo presentadora de programas culturales para Señal Colombia, Canal Trece, en el marco del Festival Iberoamericano de Teatro y Canal Uno. Es docente de inglés y reside en Bogotá y Estados Unidos.

## Filmografía
- Los medallistas (2023)
- Enfermeras (2022)
- La reina de Indias y el conquistador (2020)
- La gloria de Lucho (2019)
- La mamá del 10 (2018)
- La ley del corazón (2017)
- Los Morales (2017)
- Divino niño (2016)
- Comando élite (2013)
- Historias clasificadas (2012)
- Los Canarios (2011)
- Hilos de amor (2010)
- Oye bonita (2008)
- Nuevo rico, nuevo pobre (2007)
- Séptima puerta (2005)
- Como Pedro por su casa (2003)
- Pedro el Escamoso (2001)
- Sabor a limón (1995)